# Ginette Michaud Privert
Ginette Privert, née Ginette Michaud, est l’épouse du président de la République d’Haïti à titre provisoire, Jocelerme Privert. Elle est la Première dame de la République d'Haïti du 14 février 2016 au 7 février 2017.

## Biographie
Ginette Michaud suit des études de médecine et devient docteur. En 1988, elle épouse Jocelerme Privert, avec lequel elle a trois enfants : Nandie, Fadha et Nadia. Le 14 février 2016, après la fin du mandat du président Michel Martelly, Jocelerme Privert est élu président de la République par l'Assemblée nationale à titre provisoire. Ginette Michaud Privert devient alors la nouvelle Première dame d'Haïti, succédant à Sophia Martelly. Sa première action dans ce rôle est de rendre visite à des féministes, dont Barbara Guillaume et Marie Denise Claude.